# 孫運璿學術基金會
財團法人孫運璿學術基金會是於1996年為了紀念前行政院院長孫運璿的貢獻，由孫運璿的舊同事與舊部屬如徐立德等人共同成立的基金會。成立時，由時任行政院副院長的徐立德擔任董事長；並由孫運璿在「科技發展方案」時在半導體等產業培養出來的企業家，如當時台灣電力公司董事長張鍾潛、中興工程董事長張斯敏、聯華電子董事長曹興誠、台積電董事長張忠謀等人，擔任董事。成立時以表揚優秀公務員為主，後來也擴及了公共政策的研究、舉辦研討會、發表論文、出版刊物等事業。
2006年，臺北市政府文化局指定孫運璿故居為市定古蹟，並委託孫運璿學術基金會進行研究、規劃、經營管理。

## 外部連結
- 孫運璿學術基金會*孫運璿學術基金會的Facebook專頁
- （页面存档备份，存于）
- YouTube上的孫運璿學術基金會頻道